# Somogyvámos
Somogyvámos je obec v západomaďarské župě Somogy v okrese Fonyod. Ve městě žije 769 obyvatel na rozloze 25,02 km². 

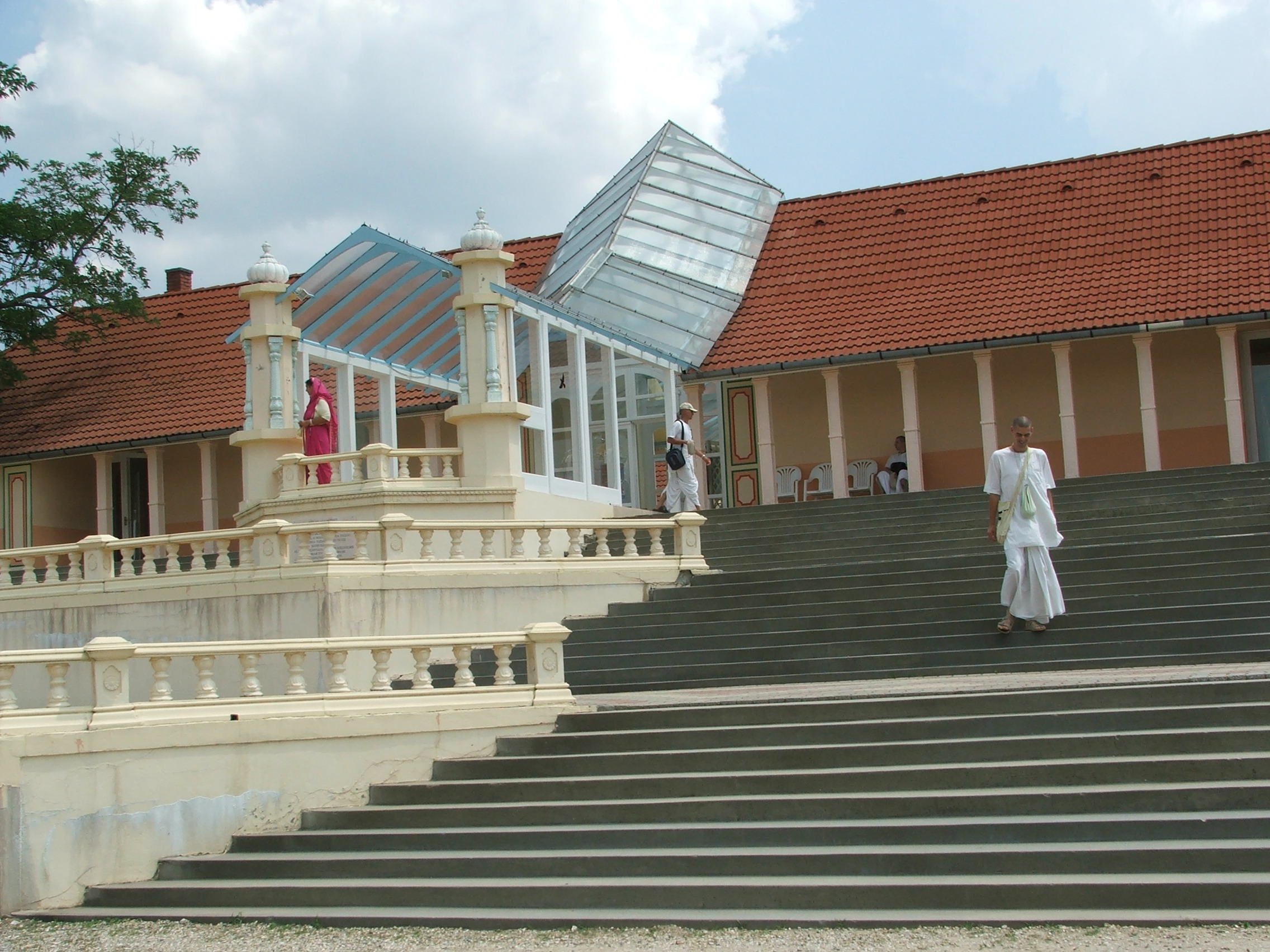
Chrám Hare Krišna

## Chrámy
Nedaleko obce se nachází ruiny křesťanského chrámu, obklopené polem, odkud pocházejí ikonické fotografie místa. 
Poblíž obce, v tzv. Krišnově údolí (Krisna völgy) se nachází velký chrám stoupenců hnutí Hare Krišna. Chrám byl založen v roce 1994 několika Maďary vyznávajících tuto víru. Dnes[kdy?] má přibližně 140 obyvatel. K chrámu patří několik pozemků a budov.